# Susan Dougan
Dame Susan Dougan, née Ryan le 3 mars 1955 à Colonarie, est une femme d'État vincentaise. Elle est vice-gouverneur général (2014-2019) puis gouverneur général de Saint-Vincent-et-les-Grenadines (depuis 2019).

## Biographie
Susan Dougan naît le 3 mars 1955 à Colonarie à Saint-Vincent, alors dans la colonie des Îles-du-Vent britanniques,.
Elle fait ses études universitaires au Royaume-Uni, où elle obtient un BSc en chimie à l'université de Londres et un Master of Arts à l'université de Southampton. Elle devient ensuite enseignante puis directrice de l'école de filles de Saint-Vincent.
Elle poursuit sa carrière en tant que directrice de l'éducation dans le gouvernement du Premier ministre Ralph Gonsalves, ainsi que secrétaire du Cabinet et vice-gouverneur général. Elle a également officié au sein de l'Organisation des États américains,.
En août 2019, elle est nommée gouverneur général de Saint-Vincent-et-les-Grenadines, succédant à Sir Frederick Ballantyne ; elle devient la première femme à occuper cette fonction,,.

## Distinctions
- Officier de l'ordre de l'Empire britannique (2010)[1] ;
- Dame grand-croix de l'ordre de Saint-Michel et Saint-Georges (2020)[6].